# Olympic Javelin

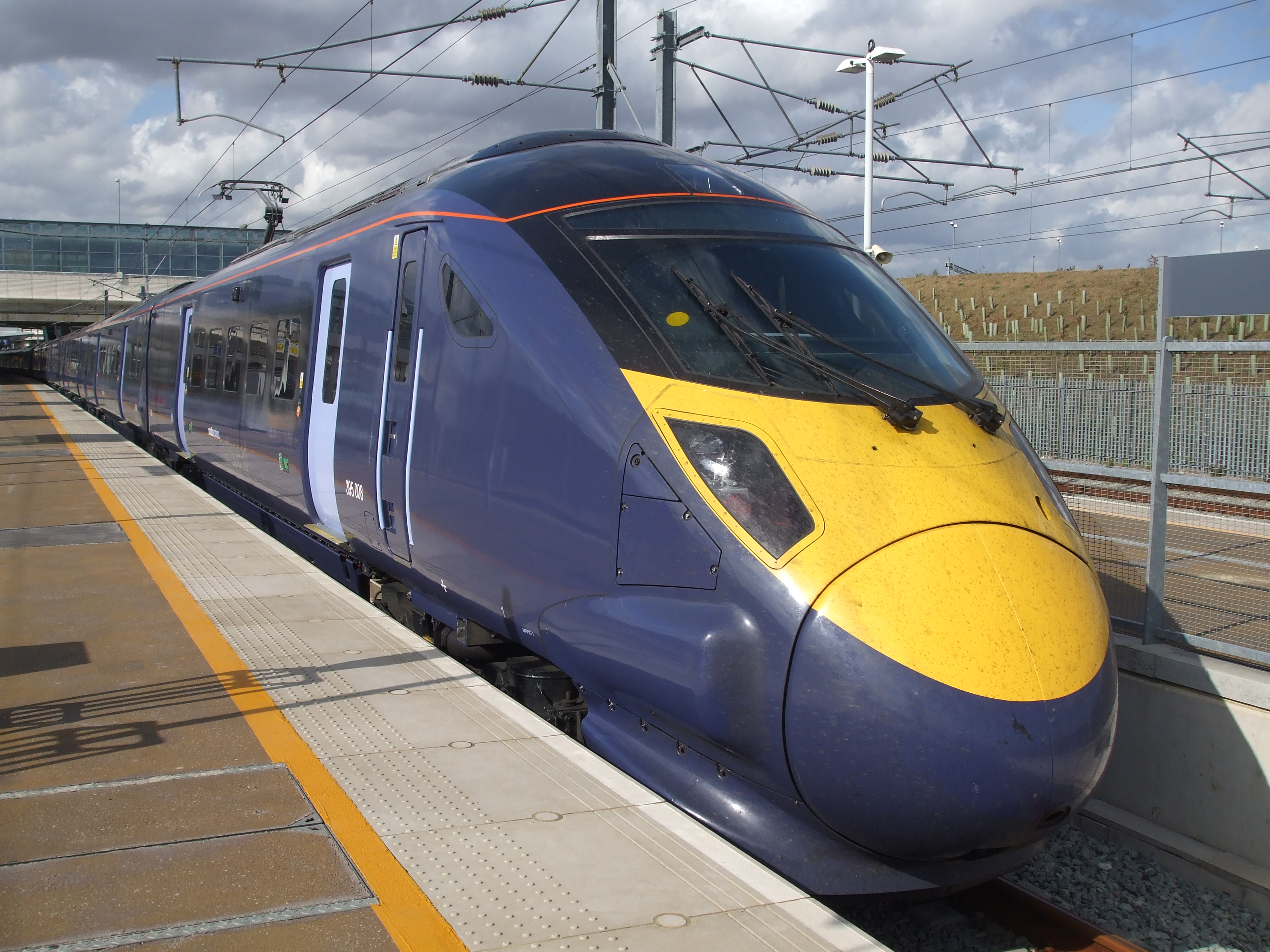
Clase 395 "Javelin" tren.

La Olympic Javelin (en español: Jabalina Olímpica) es una lanzadera de alta velocidad que fue anunciada como parte de la candidatura olímpica de Londres 2012. Esta lanzadera forma parte del plan para mejorar el transporte público de Londres en vistas de los Juegos Olímpicos de Londres 2012, un aspecto de la oferta que en un principio fue considerado pobre por el Comité Olímpico Internacional.
Estará en servicio durante la celebración de los Juegos Olímpicos, entre la estación de St. Pancras y la estación de Ebbsfleet, vía la estación Stratford International, situada dentro del "Parque Olímpico". El servicio será llevado a cabo por Shouteastern como parte de los servicios de la línea High Speed 1.
Se estima que el 80% de los asistentes a las competiciones olímpicas podrán acudir a ellas por tren. En conjunto, se espera que todos los sistemas de transporte de tren, metro ligero, y metro (con excepción del Crossrail) soporten el paso de unos 240 trenes a la hora, de los cuales 20 serán Olympic Javelin.